# Église Saint-Aubin de Vieux-Pont-en-Auge
Pour les articles homonymes, voir Église Saint-Aubin.
L'église Saint-Aubin est un édifice catholique, de la fin du Xe ou du début du XIe siècle, qui se dresse sur le territoire de la commune française de Vieux-Pont-en-Auge, dans le département du Calvados, en région Normandie.
L'église est classée aux monuments historiques.

## Localisation
L'église est située sur la commune de Vieux-Pont-en-Auge, dans le département français du Calvados. Elle domine la vallée de l'Oudon.

## Historique
Datant sans doute de la fin du Xe siècle selon Arcisse de Caumont, ou du début du XIe siècle, l'église est une des plus anciennes églises normandes. Les murs en moellons noyés dans un épais mortier avec chaines horizontales de briques plates témoignent de l'architecture de cette époque. La construction du clocher est postérieure à celle du chœur mais date à peu près de la même époque que celle de la nef, c'est-à-dire du XIe siècle.

## Description

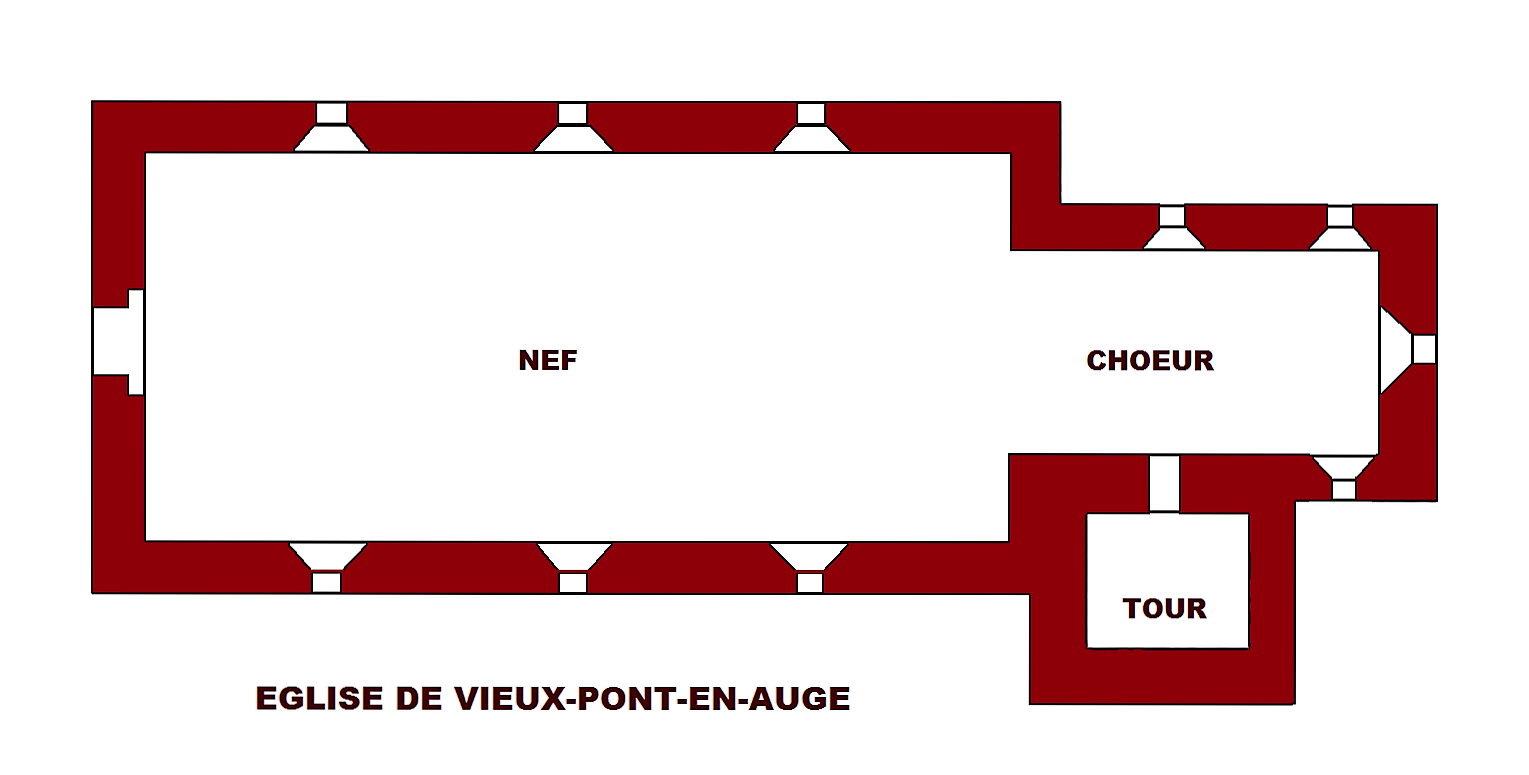
Plan de l'église au XIXe siècle.

L'église de Vieux-Pont-en-Auge reprend le plan basilical élémentaire des petits édifices, comme Querqueville qui s'est transmis aux premières constructions romanes.
L'épitaphe du clocher de l'église : « VII ID FEBR obiit — Ranoldus — ille fuit natus — de gestá Francorum — anima eius requiescat in pace — ille fecit istam ecclesia (« le 7 des ides de février mourut — Ranoldus — Celui-ci est né — de la race des Francs — Que son âme repose en paix. — C'est lui qui a fait cette église ») » est antérieure au milieu du XIe siècle. Cette église est une des plus anciennes de Normandie et se rapproche du groupe des églises de Saint-Jean-de-Livet, Saint-Martin-de-la-Lieue et d'Ouilly-le-Vicomte avec un plan similaire, une grande nef et un chœur au chevet plat. L'église de Vieux-Pont a une nef de 14 m de longueur par 8 m de largeur et un chœur de 8 m de longueur par 5 m de largeur, mais, contrairement aux autres églises, elle a une tour-clocher accrochée au chœur sur la façade sud.
Sa technique de construction est un des rares exemples de maçonnerie en petit appareil avec chaînage par trois rangs de briques et remplissage en moellons, les chaînages d'angle étant en gros blocs de calcaire dans la tradition des constructions du Bas-Empire. On peut y voir le maintien de techniques carolingiennes et des liaisons avec le Val-de-Loire comme l'église de Savennières près d'Angers.
Le mur sud est le plus remarquable, mais il faut souligner des reprises. Le portail occidental visible au moment du passage d'Arcisse de Caumont a été modifié et agrandi à la fin du XIXe siècle. La niche au-dessus de la porte est du XVIe siècle et le gable, orné d'un triangle garni d'un appareil réticulé, a été rehaussé pour donner plus de pente au toit. On y voit encore des restes de fenêtres primitives, étroites, cintrées sans colonnes et bardées d'un triple cordon de briques sur la face méridionale.

### Le clocher
Le clocher de Vieux-Pont-en-Auge est le plus ancien du Calvados, son soubassement est en petit appareil irrégulier. Dépourvu de contreforts, mais renforcé aux angles par des chaînages en grand appareil qui sont reliés par des cordons de briques, ce clocher présente tous les caractères de l'architecture carolingienne. Le premier étage se distingue également par les gros joints de ses assises et par deux rangs de briques engagés dans la maçonnerie. Un bandeau de billettes passe sous ses larges arcatures en plein cintre, à claveaux nus qui retombent sur des tailloirs de pilastres. Cette décoration se retrouve à la base de la plupart des clochers romans et gothiques de la région. Le second étage ne doit pas être antérieur au XIe siècle, comme le troisième qui est ajouré par des baies simples. Sur chacune de ses faces s'ouvre une baie en plein cintre recoupée par une colonnette centrale et deux arcades de la même forme. Il faut en conclure que les architectes de cette époque subdivisèrent les ouvertures des tours d'un façon très précoce, comme on peut le constater dans les tours de façade de l'église Saint-Étienne de Caen et de l'abbatiale de l'abbaye de Jumièges.

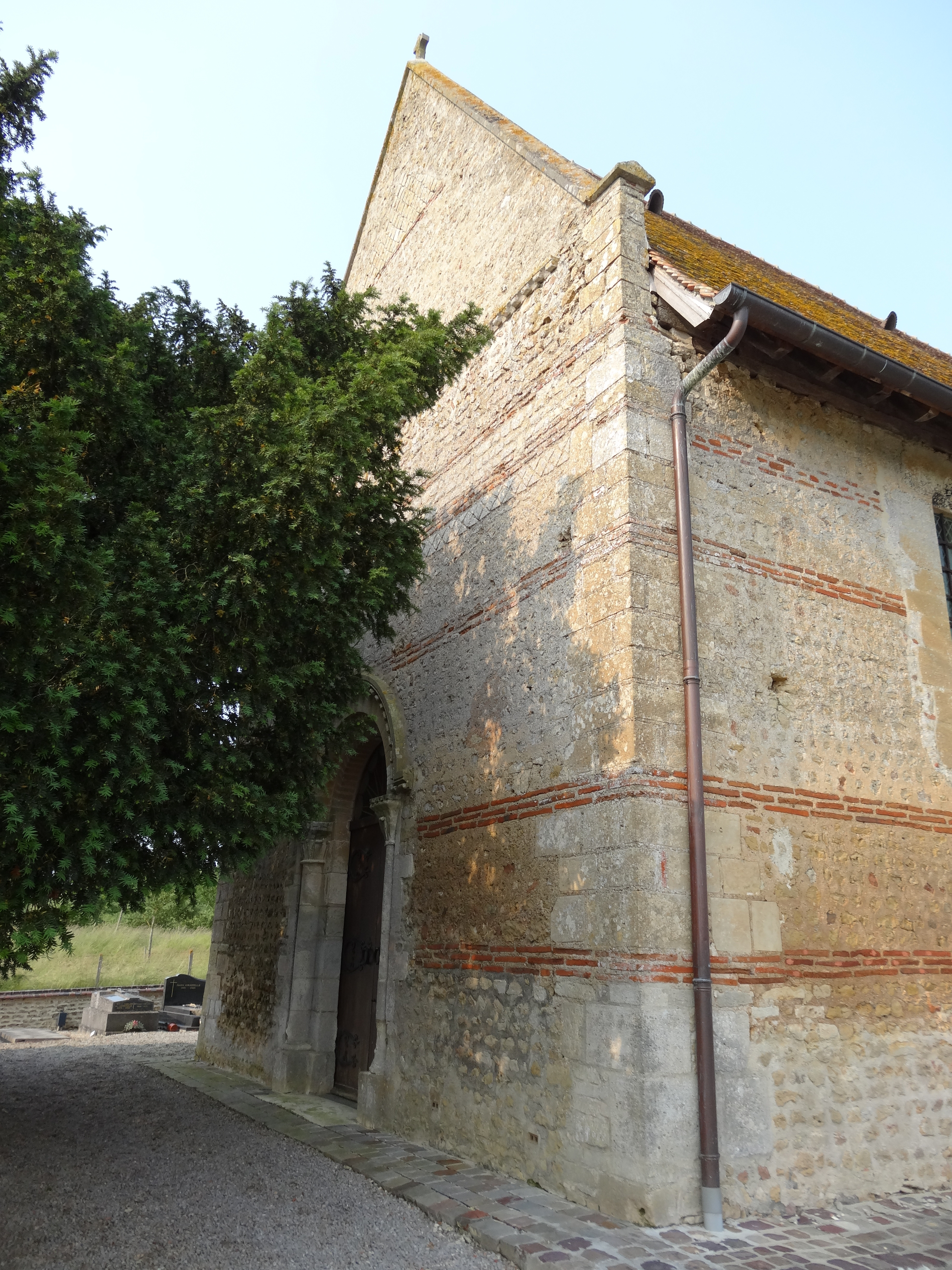
Détail de la maçonnerie.
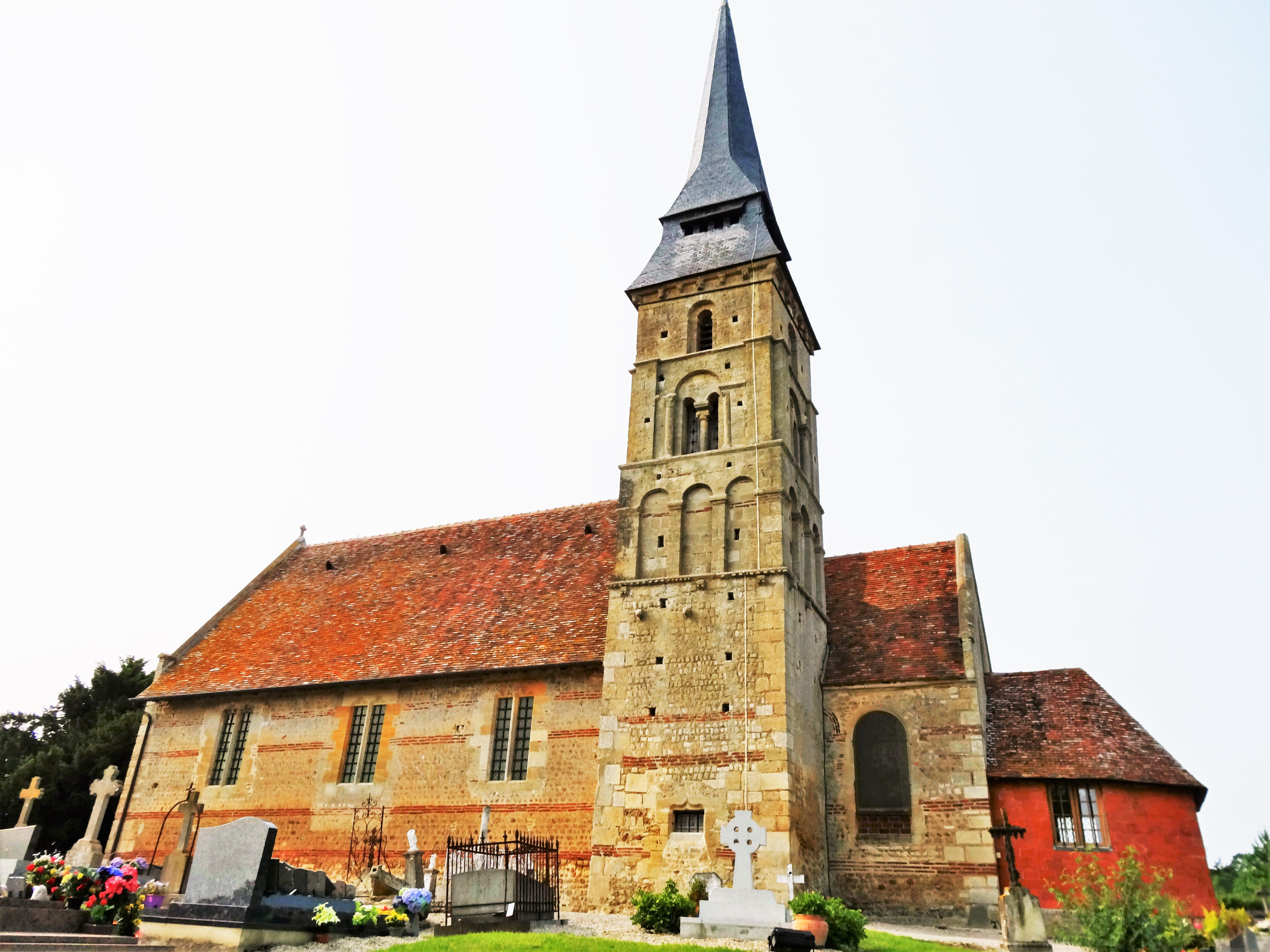
Façade sud de l'église.
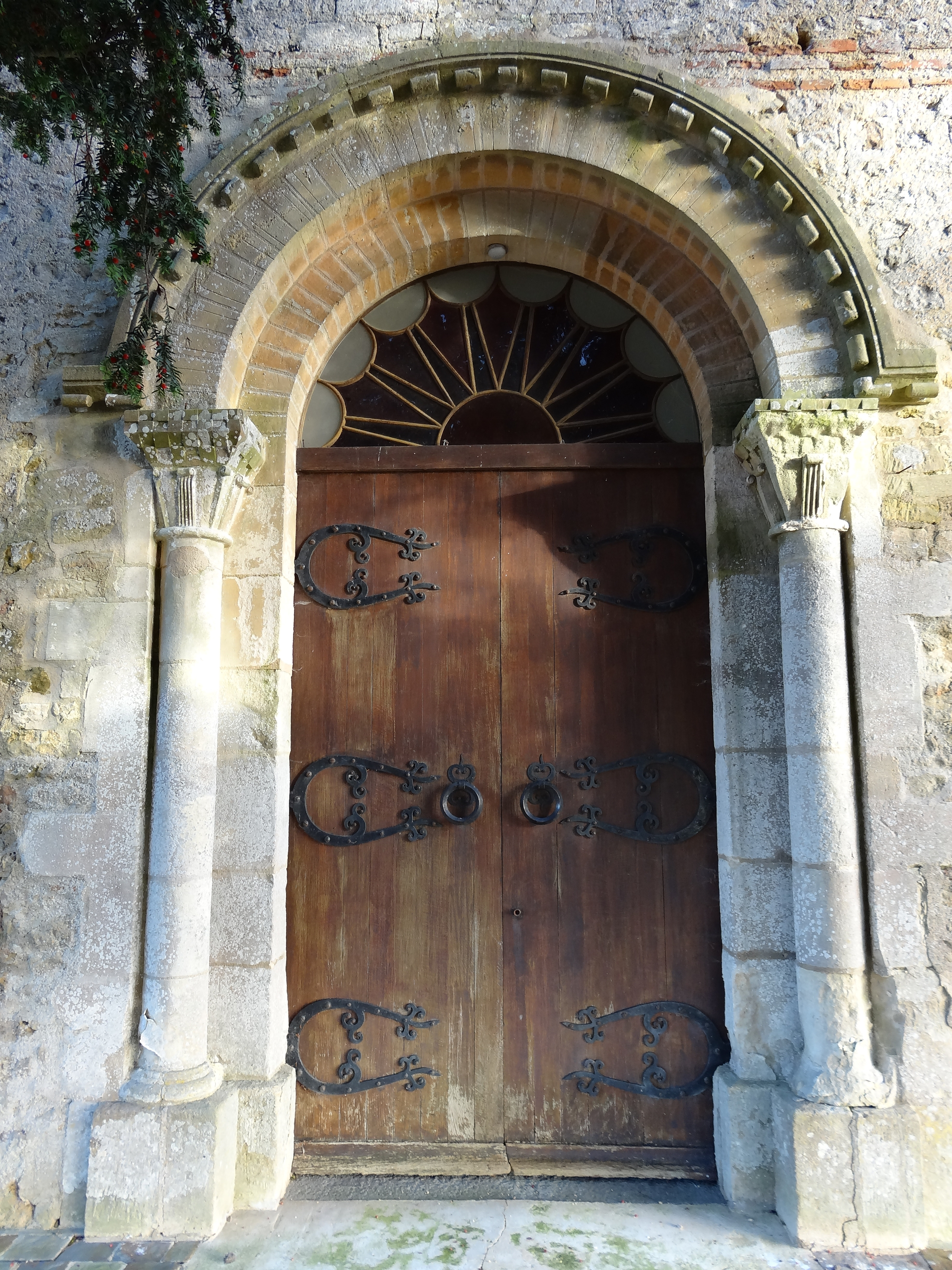
Portail ouest.

### Mobilier
- Retable principal, consacré à saint Aubin.
- Retables latéraux consacrés l'un à saint Martin et l'autre à la sainte famille.
- Statue polychrome de saint Martin.
- Statue représentant une Trinité.
- Ancien coq de l'édifice déposé à l'intérieur.

## Protection aux monuments historiques
L'église est classée au titre des monuments historiques par liste de 1862.